# Lista planetelor minore: 71001–72000
| Nume                                            | Denumire provizorie                             | Data descoperirii                               | Locul descoperirii                              | Descoperitor(i)                                 |                                                 |                                                 |                                                 |                                                 |                                                 |                                                 |                                                 |                                                 |                                                 |                                                 |                                                 |                                                 |                                                 |                                                 |                                                 |                                                 |                                                 |                                                 |                                                 |                                                 |                                                 |                                                 |                                                 |                                                 |                                                 |                                                 |                                                 |                                                 |                                                 |                                                 |                                                 |                                                 |                                                 |                                                 |                                                 |                                                 |                                                 |                                                 |                                                 |                                                 |                                                 |                                                 |                                                 |                                                 |                                                 |
| 71001–71100 Lista planetelor minore/71001–71100 | 71001–71100 Lista planetelor minore/71001–71100 | 71001–71100 Lista planetelor minore/71001–71100 | 71001–71100 Lista planetelor minore/71001–71100 | 71001–71100 Lista planetelor minore/71001–71100 | 71101–71200 Lista planetelor minore/71101–71200 | 71101–71200 Lista planetelor minore/71101–71200 | 71101–71200 Lista planetelor minore/71101–71200 | 71101–71200 Lista planetelor minore/71101–71200 | 71101–71200 Lista planetelor minore/71101–71200 | 71201–71300 Lista planetelor minore/71201–71300 | 71201–71300 Lista planetelor minore/71201–71300 | 71201–71300 Lista planetelor minore/71201–71300 | 71201–71300 Lista planetelor minore/71201–71300 | 71201–71300 Lista planetelor minore/71201–71300 | 71301–71400 Lista planetelor minore/71301–71400 | 71301–71400 Lista planetelor minore/71301–71400 | 71301–71400 Lista planetelor minore/71301–71400 | 71301–71400 Lista planetelor minore/71301–71400 | 71301–71400 Lista planetelor minore/71301–71400 | 71401–71500 Lista planetelor minore/71401–71500 | 71401–71500 Lista planetelor minore/71401–71500 | 71401–71500 Lista planetelor minore/71401–71500 | 71401–71500 Lista planetelor minore/71401–71500 | 71401–71500 Lista planetelor minore/71401–71500 | 71501–71600 Lista planetelor minore/71501–71600 | 71501–71600 Lista planetelor minore/71501–71600 | 71501–71600 Lista planetelor minore/71501–71600 | 71501–71600 Lista planetelor minore/71501–71600 | 71501–71600 Lista planetelor minore/71501–71600 | 71601–71700 Lista planetelor minore/71601–71700 | 71601–71700 Lista planetelor minore/71601–71700 | 71601–71700 Lista planetelor minore/71601–71700 | 71601–71700 Lista planetelor minore/71601–71700 | 71601–71700 Lista planetelor minore/71601–71700 | 71701–71800 Lista planetelor minore/71701–71800 | 71701–71800 Lista planetelor minore/71701–71800 | 71701–71800 Lista planetelor minore/71701–71800 | 71701–71800 Lista planetelor minore/71701–71800 | 71701–71800 Lista planetelor minore/71701–71800 | 71801–71900 Lista planetelor minore/71801–71900 | 71801–71900 Lista planetelor minore/71801–71900 | 71801–71900 Lista planetelor minore/71801–71900 | 71801–71900 Lista planetelor minore/71801–71900 | 71801–71900 Lista planetelor minore/71801–71900 | 71901–72000 Lista planetelor minore/71901–72000 | 71901–72000 Lista planetelor minore/71901–72000 | 71901–72000 Lista planetelor minore/71901–72000 | 71901–72000 Lista planetelor minore/71901–72000 | 71901–72000 Lista planetelor minore/71901–72000 |
| ----------------------------------------------- | ----------------------------------------------- | ----------------------------------------------- | ----------------------------------------------- | ----------------------------------------------- | ----------------------------------------------- | ----------------------------------------------- | ----------------------------------------------- | ----------------------------------------------- | ----------------------------------------------- | ----------------------------------------------- | ----------------------------------------------- | ----------------------------------------------- | ----------------------------------------------- | ----------------------------------------------- | ----------------------------------------------- | ----------------------------------------------- | ----------------------------------------------- | ----------------------------------------------- | ----------------------------------------------- | ----------------------------------------------- | ----------------------------------------------- | ----------------------------------------------- | ----------------------------------------------- | ----------------------------------------------- | ----------------------------------------------- | ----------------------------------------------- | ----------------------------------------------- | ----------------------------------------------- | ----------------------------------------------- | ----------------------------------------------- | ----------------------------------------------- | ----------------------------------------------- | ----------------------------------------------- | ----------------------------------------------- | ----------------------------------------------- | ----------------------------------------------- | ----------------------------------------------- | ----------------------------------------------- | ----------------------------------------------- | ----------------------------------------------- | ----------------------------------------------- | ----------------------------------------------- | ----------------------------------------------- | ----------------------------------------------- | ----------------------------------------------- | ----------------------------------------------- | ----------------------------------------------- | ----------------------------------------------- | ----------------------------------------------- |

| Predecesor: 70001–71000 | Lista planetelor minore 71001–72000 Semnificații ale numelor: 71001–72000 | Succesor: 72001–73000 |